# 横浜ジャックモール

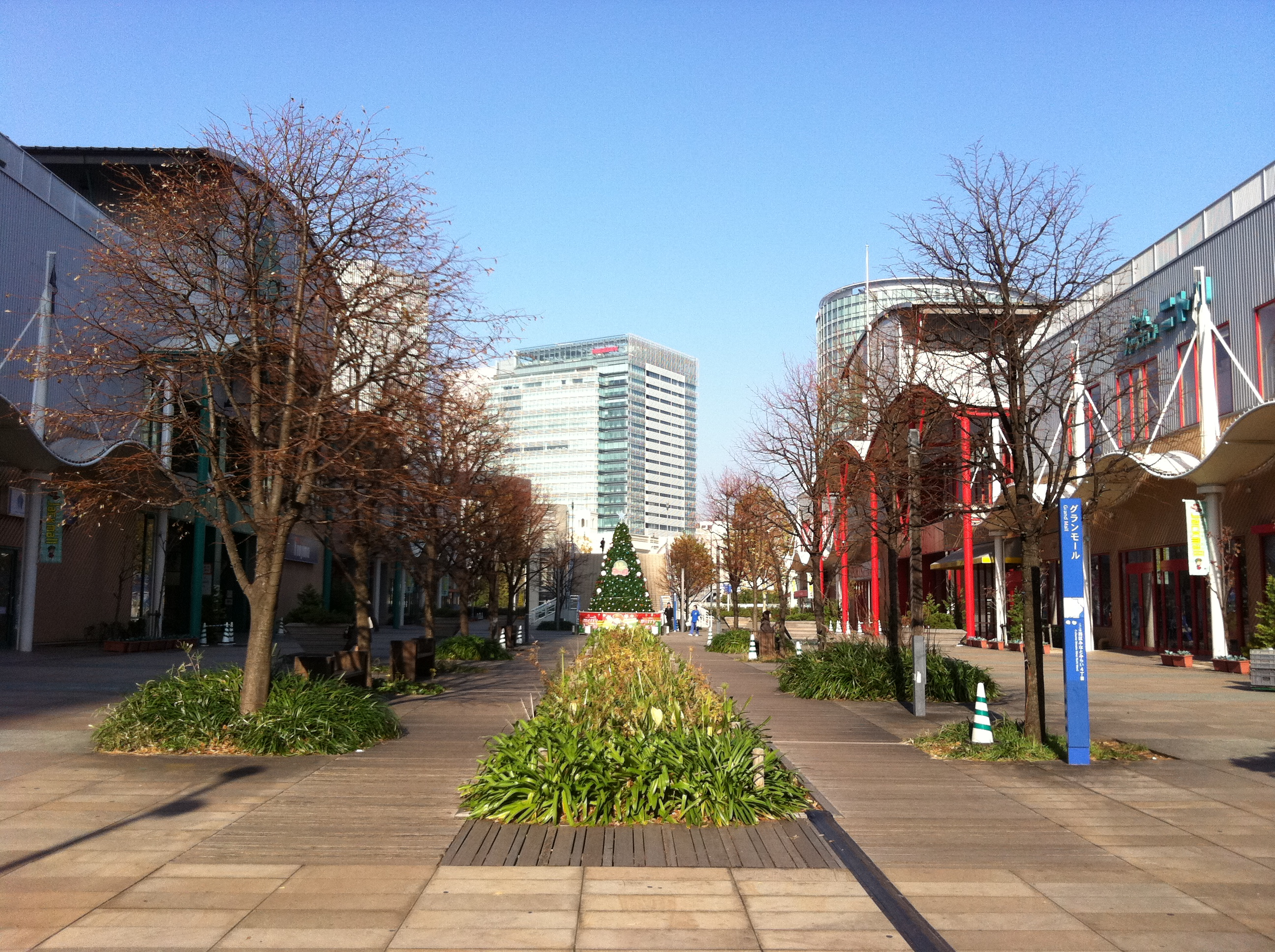
グランモール公園の両端にかつて当施設があった（2011年12月15日撮影）

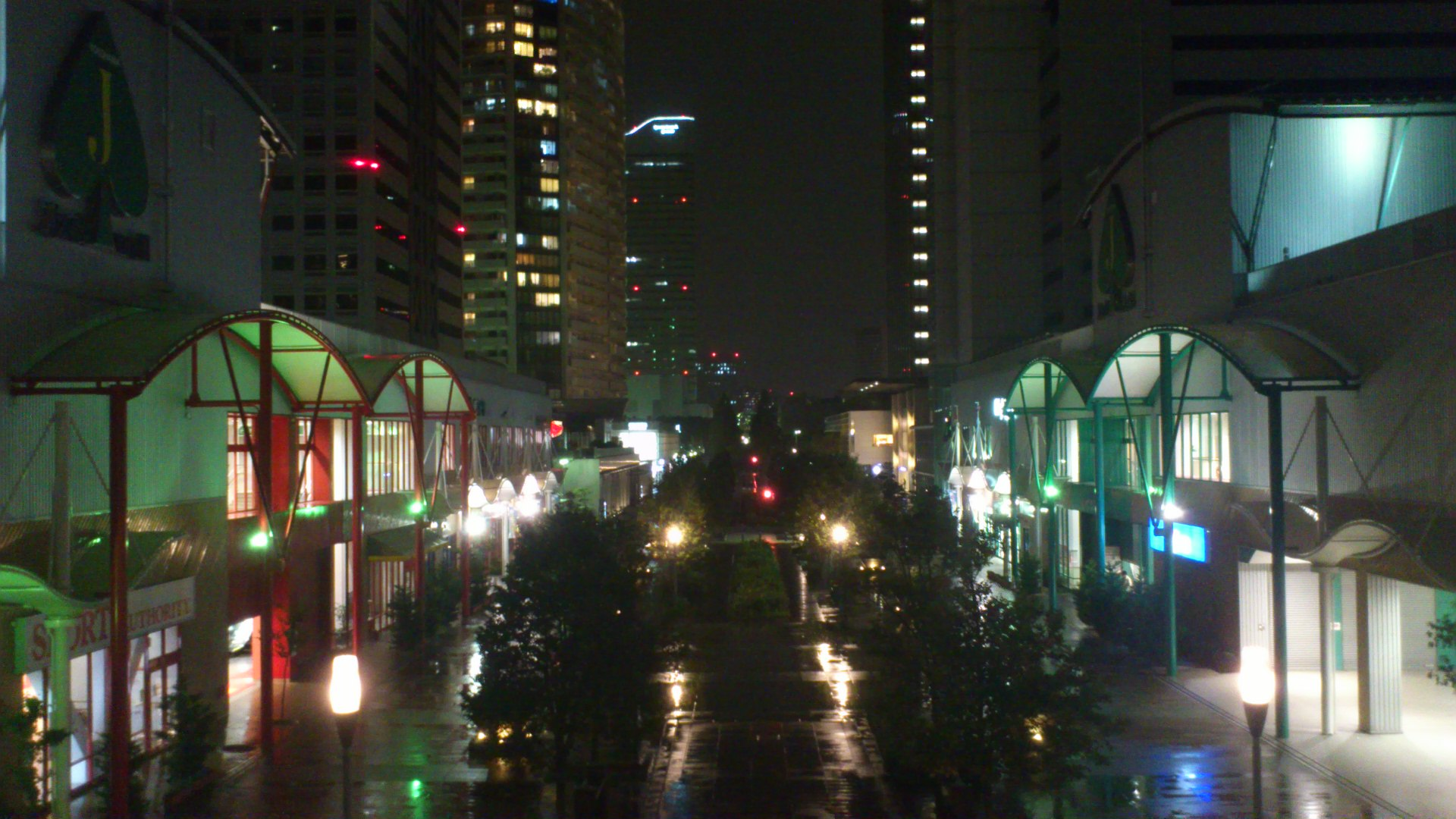
夜のジャックモール（2012年9月30日、閉館日撮影）

横浜ジャックモール（よこはまジャックモール、英称：YOKOHAMA Jackmall）は、神奈川県横浜市西区みなとみらいにかつて存在した商業施設。土地の貸し出しによる暫定施設として1999年（平成11年）10月14日に開業し、2012年（平成24年）9月30日に営業を終了した。

## 概要
衣・食・住・遊をテーマとした、大型専門店とレストランから構成されるショッピングモール。「グランモール」と呼ばれる遊歩道型公園の両側（左右）に、イースト棟とウエスト棟（各2階建て）を配していた。イメージキャラクターは、トランプの精「ジェイくん」。施設名称は横浜三塔に由来する。
バブル崩壊などの影響により、みなとみらい地区の開発計画が停滞・頓挫したことから、同地区45・46街区における土地の貸し出しによる暫定利用事業として1999年9月に完成。地権者は日本郵船と横浜共立倉庫で、清水建設が土地を借り建設・運営していた。原則10年後に更地にして返還する計画であり、当初は2009年10月に閉館する予定であったが、経済的要因などにより当面営業継続となった。最終的には約3年間延長されて2012年9月30日に営業を終了した。
当施設にあった一部テナントは、2013年6月に開業した三菱地所による商業施設「MARK IS みなとみらい」（34街区）に再オープンしている。

## テナント（営業時点）
以下は閉館時（2012年9月30日時点）に存在したテナントである。公式サイトのアーカイブ（2012年1月19日時点）より「ショップのご案内」も参照。
イースト棟（45街区）
- スポーツオーソリティ
- ニトリ
- ザ・ダイソー
- Sガスト
- マクドナルド
- にこぱ （運営：東海ランド）

ウエスト棟（46街区）
- ノジマ
- トイザらス
- Right-on
- ABC-MART
- コナカ
- グラッチェガーデンズ
- バーミヤン
- 横浜銀行（ATM・無人出張所）

### 撤退テナント
以下にかつて存在したテナントを列挙する。
- デオデオ
- Love　Love（ブランドショップ）
- ルームズ・ツー・ゴー（インテリア）
- フルーツアイランド
- こども写真城 スタジオアリス
- ゲームパニック
- ガスパニック

## 跡地の再開発
跡地ではそれぞれ恒久施設の開発が行われている。45街区（東側エリア）では三菱地所により企業向けの宿泊・研修施設「MUFGグローバルラーニングセンター」（三菱UFJフィナンシャル・グループ所有・高さ約43mの地上8階建て、延床面積約35,000m2）が計画され、2015年2月に完成している。一方、46街区（西側エリア）では清水建設によりオフィスを中心に商業店舗（低層部）等から構成された複合ビル「横浜アイマークプレイス」（高さ約65mの地上14階建て、延床面積約97,509m2）が計画され、2014年3月に完成している。